# Christopher Polhem
Christopher Polhammar (Visby, 18 dicembre 1661 – Stoccolma, 30 agosto 1751) è stato uno scienziato e inventore svedese. meglio conosciuto come Christopher Polhem

## Biografia
Figlio di Wolf Christoph Polhammer, che morì quando lui aveva 8 anni, e di Christina Eriksdotter Schening. Studiò matematica e fisica dal 1687 all'università di Uppsala. Fondò la prima scuola di ingegneria svedese, con il nome di Laborium mechanicum.
Sposò Maria Hoffman nel 1691, i due ebbero due figli: Gabriel Polhem, con cui venne eletto membro dell'accademia Reale Svedese delle Scienze nell'anno della fondazione, 1739 e Emerentia. Divenne celebre quando riuscì a riparare l'orologio astronomico di Petrus Astronomus nella Cattedrale di Uppsala.
Ha scritto saggi in varie discipline come medicina, astronomia ed economia. Ha collaborato alla creazione del Canale di Göta, che collega la zona di Göteborg al Mar Baltico. Morì all'età di 89 anni.

## Riconoscimenti
- Rappresentato nella banconota da 500 corone, retro.[2]